# 阿德里库尔
阿德里库尔（法語：Hardricourt，法語發音：[aʁdʁikuʁ]）是法国伊夫林省的一个市镇，属于芒特拉若利区。

## 地理
阿德里库尔（49°0'30"N, 1°53'37"E）面积3.28 平方千米，位于法国法蘭西島大區伊夫林省，该省份为法国北部内陆省份，北起瓦兹河谷省，西接厄尔省，西南接厄尔-卢瓦省，东南接埃松省，东临上塞纳省。
与阿德里库尔接壤的市镇（或旧市镇、城区）包括：蒙西扬河畔加永、伊夫林地区默朗、塞纳河畔梅济、瑟兰库尔。

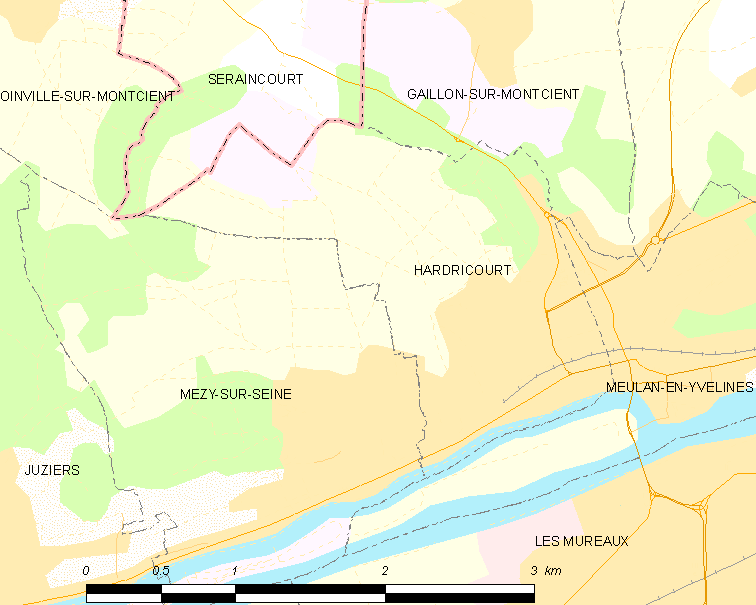
阿德里库尔的OSM定位图

阿德里库尔的时区为UTC+01:00、UTC+02:00（夏令时）。

## 行政
阿德里库尔的邮政编码为78250，INSEE市镇编码为78299。

## 政治
阿德里库尔所属的省级选区为莱米罗县。

## 人口

1962-2008年间阿德里库尔人口变化图示

阿德里库尔于2022年1月1日时的人口数量为2498人。